# Arrhenia trigonospora
Arrhenia trigonospora är en svampart som tillhör divisionen basidiesvampar, och som först beskrevs av D. Lamoure, och fick sitt nu gällande namn av Redhead, Lutzoni, Moncalvo och Rytas J. Vilgalys. Arrhenia trigonospora ingår i släktet Arrhenia, och familjen trådklubbor. Arten är reproducerande i Sverige.